# Gliederung des Pfälzerwaldes
Der Pfälzerwald stellt innerhalb des Pfälzisch-Saarländischen Schichtstufenlandes (Großregion 2. Ordnung) eine naturräumliche Großregion 3. Ordnung dar, die nach Süden bis zur Zaberner Steige, also weit in französisches Gebiet hinein, reicht, wo sich der Höhenzug durch die Vogesen fortsetzt. Dessen ungeachtet wird der französische Südteil des Pfälzerwaldes dort aus politischen Gründen  als „Nordvogesen“ bezeichnet.
Die wesentlichsten Gliederungen des Buntsandsteingebirges erfolgten in den 1950er und 1960er Jahren durch die Bundesanstalt für Landeskunde. Darüber hinaus existieren jedoch auch andere Gliederungsansätze. Insbesondere haben sich z. T. andere Namensgebungen durchgesetzt.

## Naturräumliche Gliederung nach Uhlig, Pemöller und Fischer
Der Pfälzerwald stellt nach dem Handbuch der naturräumlichen Gliederung Deutschlands und den Nachfolgepublikationen Blatt 150 Mainz, Blatt 160 Landau und Blatt 169 Rastatt (Harald Uhlig, Adalbert Pemöller, Heinz Fischer) eine naturräumliche Haupteinheitengruppe (zweistellige Kennzahl) dar und gliedert sich wie folgt in Haupteinheiten (dreistellig) und Untereinheiten (Nachkommastellen)
(Flächenangaben beziehen sich nur auf die in Deutschland gelegenen Teile)

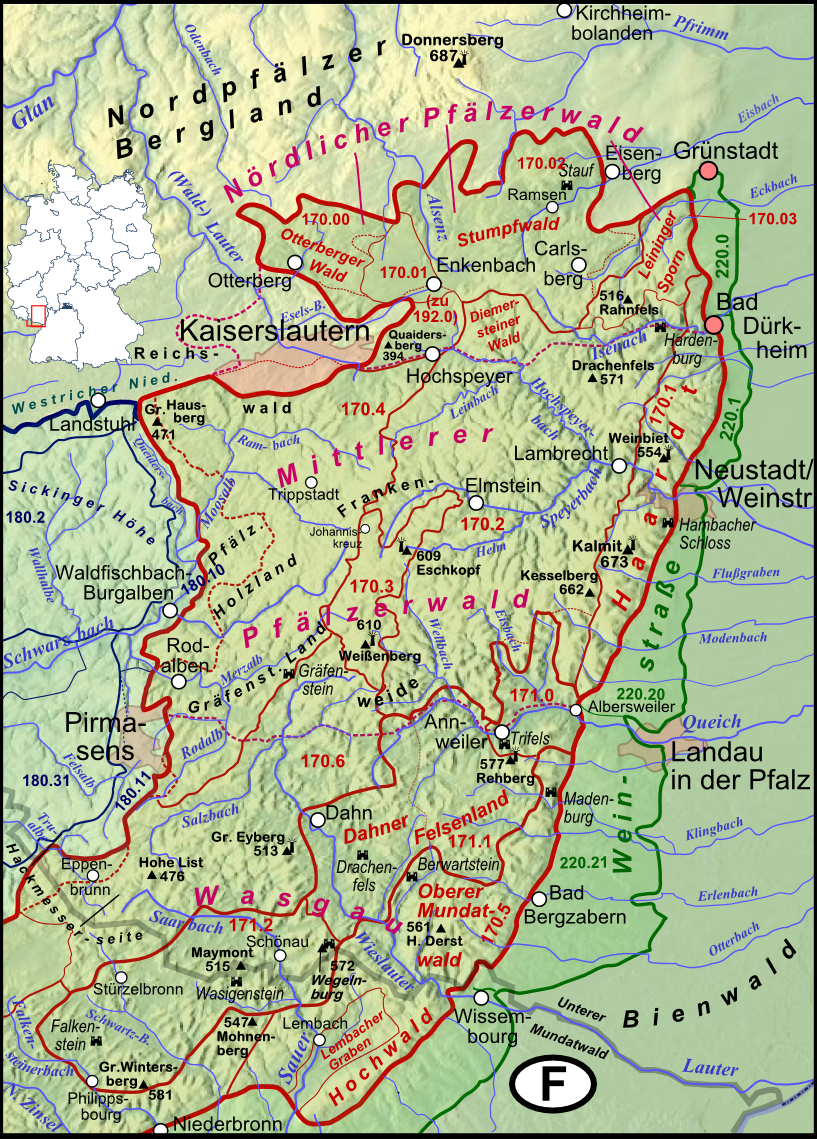
Naturräumliche Gliederung nach Pemöller et al. (Pfälzerwald rot), alternative Gliederung nach Geiger (pink)

- 17 Haardtgebirge (=Pfälzerwald; 1.621,0 km² )
  - 170 Pfälzer Wald (1355,9 km²)
    - 170.0 Unterer Pfälzer Wald (=Unterer Pfälzerwald; 240,9 km²)
      - 170.00 Otterberger Wald (38,1 km²)
      - 170.01 Sembacher Platten (21,7 km²)
      - 170.02 Stumpfwald (136,3 km²)
      - 170.03 Leininger Sporn (44,8 km²)

    - 170.1 Neustädter Gebirgsrand (= Haardt; 98,1 km²)
    - 170.2 Tal-Pfälzer-Wald (v. a. Speyerbach-Einzugsgebiet; 382,4 km²)
    - 170.3 Hoher Pfälzer Wald (Kernplateau der Frankenweide; 44,3 km²)
    - 170.4 Westlicher Pfälzer Wald (v. a. Einzugsgebiet des Schwarzbachs mit südlichem Reichswald, Holzland und Gräfensteiner Land; 280,1 km²)
    - 170.5 Oberer Mundatwald mit Hochwald und Lembacher Graben (96,8 km²)
    - 170.6 Bergland an der Oberen Lauter (Rhein, Neuburg) mit Bitscher Waldbruchniederung („Südwestlicher Pfälzerwald“; 213,2 km²)

  - 171 Dahn-Annweiler Felsenland (265,1 km²) 
    - 171.0 Annweiler-Albersweiler-Ausraum („Trifelsland“; 58,5 km²)
    - 171.1 Dahner Felsenland (160,3 km²)
    - 171.2 Stürzelbronn-Schönauer Felsenland („Schönauer Felsenland“; 46,4 km²)

Einige bewaldete und montane Teile des Naturparks Pfälzerwald ordnet Pemöller benachbarten Einheiten zu:
- den äußersten Südwesten bei Eppenbrunn zu 180.11 Eppenbrunner Hügelland
- das westliche Holzland zu 180.10 Moosalbtal
- den Wald am Queitersberg östlich Kaiserslauterns zu 192.0 Kaiserslauterer Becken

Umgekehrt liegt der Otterberger Wald außerhalb des Naturparks – seine Bewaldung wird durch die (ebenfalls außerhalb gelegenen) Sembacher Platten von der Kern-Bewaldung separiert.

## Gliederung nach Beeger, Geiger und Reh

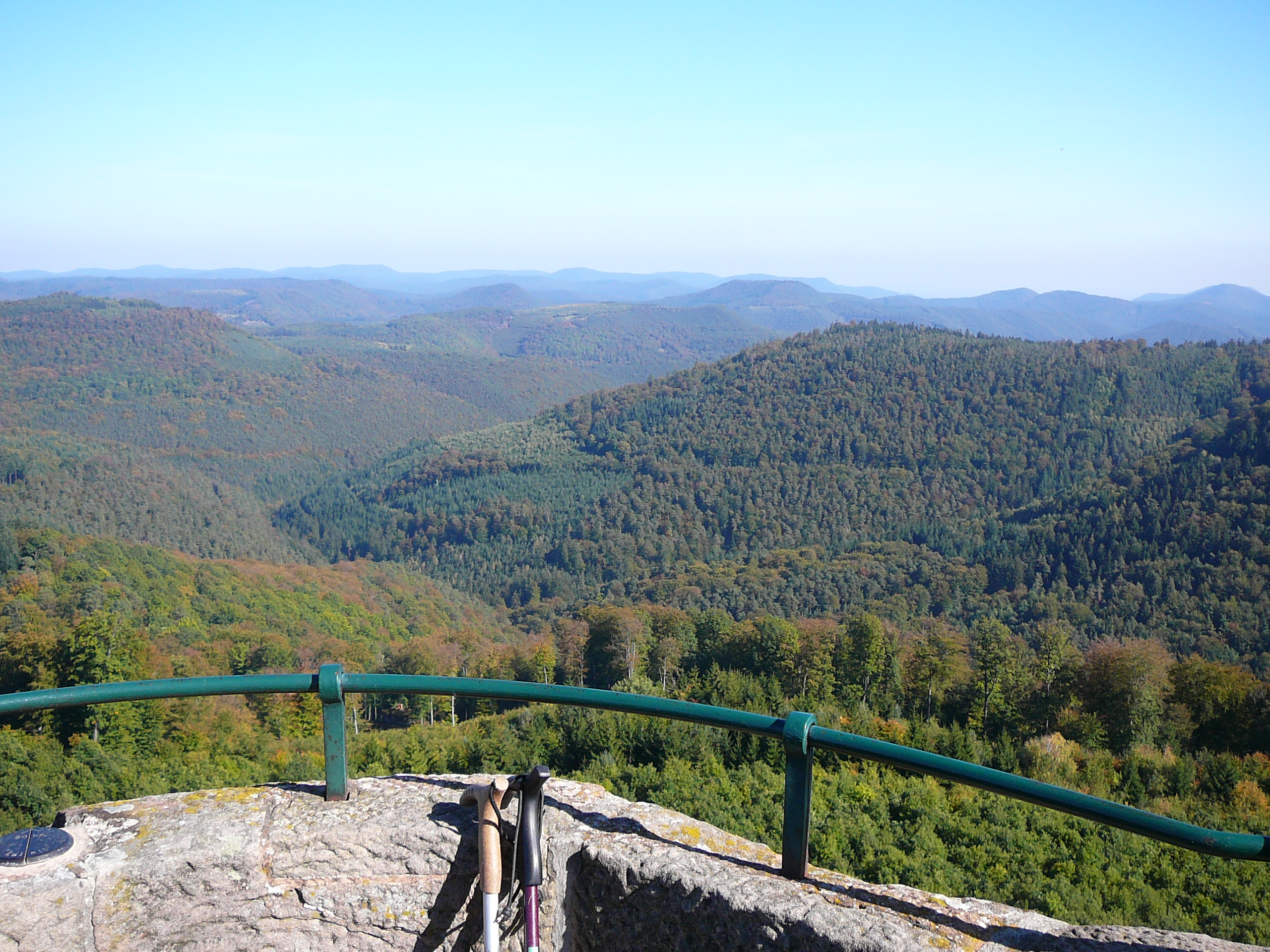
Im Zentrum des Pfälzerwaldes: Blick vom Luitpoldturm auf dem Weißenberg nach Osten

Die Gliederung nach Michael Geiger (1987, 1989) richtet sich im Vergleich zu Pemöller weniger nach Einzugsgebieten der Flüsse (siehe oben z. B. 170.2, 170.4. 170.6) und Geologie als vielmehr nach von Westen nach Osten verlaufenden orographischen Trennlinien.
Folgende drei Haupt-Landschaftsteile nennt Geiger (eingerückt dazwischen je die Trennlinien):
- Nördlicher Pfälzerwald (361 km²; Anteil des Waldes 251 km²)
  - Linie Landstuhl–Hochspeyer–Bad Dürkheim (B 37), in der Mitte entlang des oberen Hochspeyerbachtals, im Osten entlang der Isenach
- Mittlerer Pfälzerwald (887 km²; Anteil des Waldes 800 km²)
  - Linie Pirmasens–Landau (B 10), im Osten entlang des Queichtals
- Wasgau (Südlicher Pfälzerwald) (523 km²; Anteil des Waldes 416 km²)[7]

Geiger zählt, wie auch Pemöller, den Otterberger Wald mit zum Pfälzerwald, überdies sogar das komplette Kernstadtgebiet Kaiserslauterns. Speziell die Abtrennung des Wasgau begründet er insbesondere durch den geomorphologischen Wechsel der Erhebungen von den Bergrücken des Mittleren Pfälzerwaldes zu kuppigen Einzelbergen.

## Integrierende Gliederung
Einig sind sich Uhlig/Pemöller und Beeger/Geiger in der Abtrennung eines flachwelligeren Nordteils. Indes fällt im Unteren Pfälzerwald nach Pemöller der bis 516 m hohe Leininger Sporn etwas aus dem Rahmen, im Nördlichen Pfälzerwald Geigers zusätzlich der bis um 450 m hohe, praktisch komplett nach Süden zum Hochspeyerbach entwässernde Diemersteiner Wald sowie der äußerste Norden der Haardt. Letzterer erreicht zwar nur noch Höhen um 320 m, jedoch stellt die Lambrechter Verwerfung, die die Haardt nach Westen begrenzt, eine sehr signifikante geologische Trennlinie dar, die sogar auf Satellitenbildern gut erkennbar ist. Ein Indiz für die deutliche Höhenstufe, die der Nordwestteil am Übergang zu Diemersteiner Wald und Leiniger Sporn erfährt ist auch die Trassenführung der A 6, welche beide Sporne flankiert.
Die Bezeichnung Haardtgebirge für den Pfälzerwald hat sich nicht etabliert, ebenso sind einige Unter-Naturräume Pemöllers namentlich bis heute unbekannt. Letztlich sind auch die Übergänge vom tief zertalten, zum Speyerbach entwässernden Osten des Mittelteiles zum eher plateauartigen Holzland recht fließend, so dass eine Grenzziehung hier immer nur unscharf möglich ist.
Um den Leser nicht durch parallel verwendete, einander konträre Bezeichnungen zu verwirren, beziehen sich die Darstellungen in den Artikeln zum Pfälzerwald, insbesondere jene in Karten, auf die folgende Unterteilung (vgl. nebenstehende Karte):
- Pfälzerwald

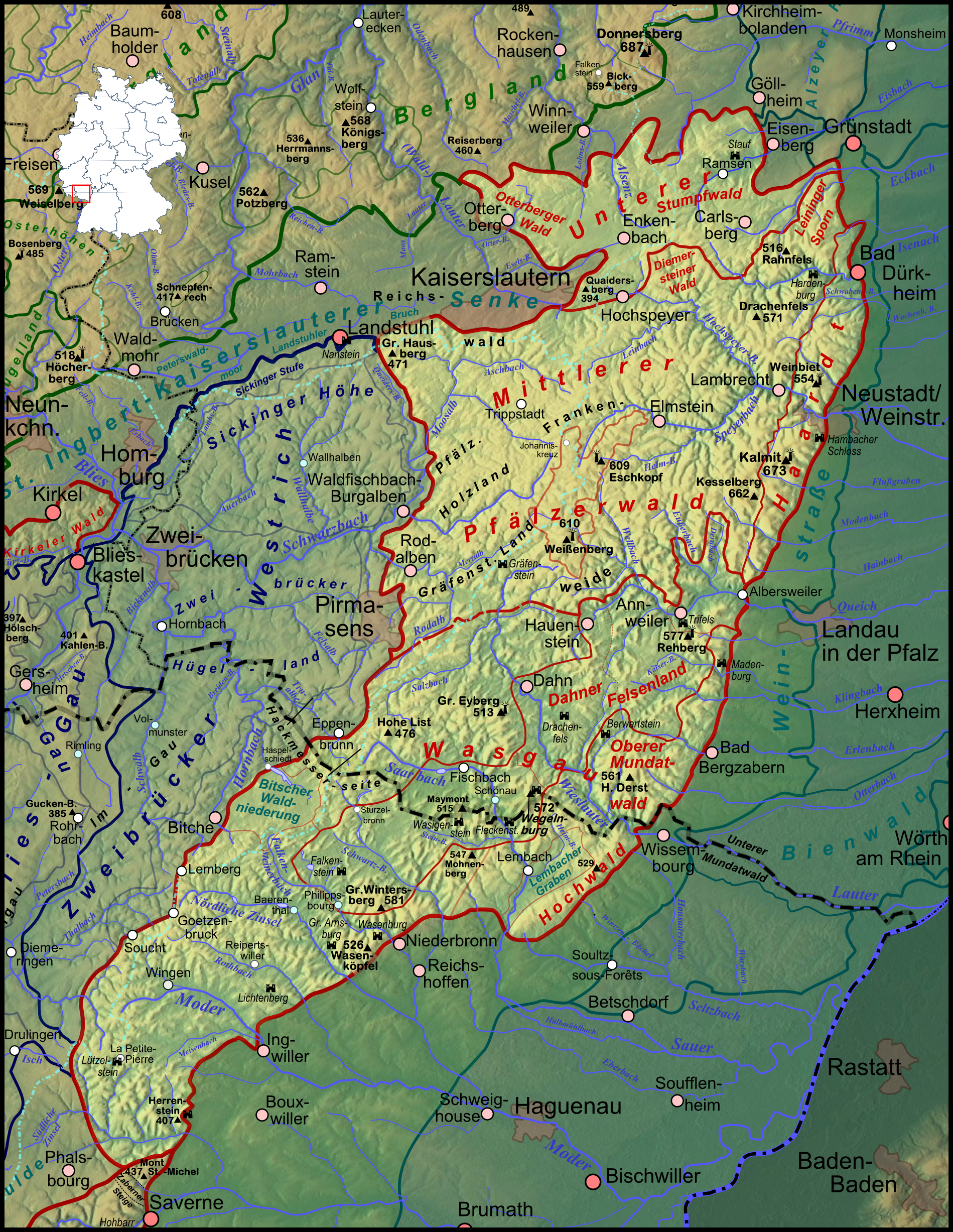
Integrierende Gliederung des Pfälzerwaldes;
physisch-naturräumliche Landschaftsnamen und -grenzen in Rot, Hauptlandschaften in Pink

  - Unterer Pfälzerwald (Nördlicher Pfälzerwald)
    - Otterberger Wald (bis um 380 m)
    - (Sembacher Platten)
    - Stumpfwald (nur nah der südlichen Nahtstelle über 400 m)
    - Queitersberg (Quaidersberg, Quaitersberg; 394 m); Osteinrahmung Kaiserslauterns

  - Mittlerer Pfälzerwald (nur signifikant abgetrennte Teillandschaften hervorgehoben)
    - Diemersteiner Wald (bis um 450 m)
    - Leininger Sporn (bis 516 m)
    - Hoher Pfälzerwald (Hauptplateau der Frankenweide; bis 610 m)
    - Haardt (bis 673,64 m)

  - Wasgau
    - Westlicher Wasgau (bis 513 m)
      - Bitscher Waldniederung

    - Dahn-Annweiler Felsenland
      - Stürzelbronn-Schönauer Felsenland (bis 581 m)
      - Dahner Felsenland  (bis 577 m)
        - Dahner Felsenland im engeren Sinne
        - Annweiler Felsenland[9]

      - Annweiler-Albersweiler-Ausraum („Trifelsland“)[10]

    - Östlicher Wasgau
      - Oberer Mundatwald[11] (bis 562 m)
      - Hochwald (bis 529 m)
      - Lembacher Graben

    - Südlicher Wasgau (bis 526 m; Entwässerung zur Moder)